# Cavemen
Cavemen es una película de comedia estadounidense dirigida por Herschel Faber. La película está protagonizada por Skylar Astin, Camilla Belle, Chad Michael Murray y Alexis Knapp.

## Sinopsis
El playboy de Los Ángeles, Dean (Skylar Astin), está harto de relaciones vacías y líos de una noche y quiere más en la vida que solo fiesta. Con un poco de inspiración de su sobrina de nueve años y su mejor amiga Tess (Camilla Belle), Dean decide intentar encontrar el verdadero amor y comprueba que en Los Ángeles es más difícil de lo que pensaba.

## Reparto
- Skylar Astin es Dean.
- Camilla Belle es Tess.
- Chad Michael Murray es Jay.
- Alexis Knapp es Kat.
- Kenny Wormald es Pete.
- Dayo Okeniyi es Andre.
- Jason Patric es Jack Bartlett.
- Chasty Ballesteros es Monique.
- Fernanda Romero es Rosa.
- Zuleyka Silver es Alicia.

## Véasa también
- Skylar Astin
- Camilla Belle